# کارلوس پرس
کارلوس پرس (اسپانیایی: Carlos Pérez‎؛ زادهٔ ۱۲ آوریل ۱۹۷۹) قایقران کانو اهل اسپانیا بود.